# عايدة توما سليمان
عايدة توما سليمان (بالعبرية: עאידה תומא סלימאן‏)، من مواليد 16 يوليو 1964، سياسية وقيادية نسوية فلسطينية، ولدت في مدينة الناصرة، وتنتمي لعرب ال 48، تشغل منصب عضوة كنيست ضمن القائمة المشتركة ممثلة عن الجبهة الديمقراطية للسلام والمساواة، ورئيسة لجنة مكانة المرأة، وهي أول نائبه عربية تتولى رئاسة لجنة برلمانية في الكنيست الإسرائيلي، قبل دخولها البرلمان في مارس 2015، اشغلت منصب رئيسة تحرير صحيفة الإتحاد التي تعتبر أهم وأقدم الصحف الصادرة بالعربية في إسرائيل، والتابعة للحزب الشيوعي الاسرائيلي، وكانت المديرة العامة لجمعية نساء ضد العنف، اكبرمؤسسة نسوية في الداخل الفلسطيني.

## حياتها
ولدت ونشأت في مدينة الناصرة، لعائلة مسيحية عربية، وهي ابنة لسامي توما والكسندرا عازر، هي البنت السادسة بين سبع اخوات، درست المرحلة الثانوية في مدينتها في مدرسة راهبات مار يوسف، انضمت للحزب الشيوعي في جيل ال 18، درست علم النفس واللغة العربية في جامعة حيفا، وخلال هذه الفترة نشطت في العمل السياسي الطلابي، حيث انتخبت لعضوية لجنة الطلاب العرب وكأمينة الاتحاد القطري العام للطلاب العرب.
في العام 1991 انضمت لللجنة المركزية للجبهة الديمقراطية للسلام والمساواة، وكانت مسؤولة عن العلاقات الخارجية للحزب، إضافة إلى نشاطها في حركة النساء الديمقراطيات.
في عام 1992 أسست جميعة نساء ضد العنف إلى جانب مجموعة من النساء الناشطات والحقوقيات، بهدف مناهضة العنف ضد النساء في المجتمع الفلسطيني في اسرائيل، وادارت الجمعية لمدة 21 عام (1994-2015)، جمعية نساء ضد العنف تعتبر إحدى أكبر الجمعيات الاهلية العربية في إسرائيل، وأكبر جمعية نسوية والتي تدير خدمات دعم وحماية مباشرة للنساء المعنفات من خلال الملاجئ وخط الدعم وبرامج واسعة أخرى في الصعيد الجماهيري والتثقيفي .
تعرف عايدة توما بتوجهاتها النسوية، وتعارض تعدد الزوجات، وتزويج الطفلات، وكافة اشكال العنف والتمييز ضد النساء، ما كلفها مواجهة الكثير من الانتقادات التي وصلت في بعض الأحيان حد المضايقات من داخل الوسط العربي في اسرائيل.
حازت عام 2015 على المركز الثاني في الانتخابات الداخلية لحزب الجبهة الديمقراطية للسلام والمساواة، في الوقت الذي قامت الأحزاب العربية في اسرائيل بخطوة تاريخية حين توحدوا في قائمة واحدة تحت اسم القائمة المشتركة استعداداً لخوض انتخابات الكنيست الـ20, أدرجت في المكان الخامس في القائمة التي حازت في نهاية الأمر على 13 مقعداً. كانت عضوًا في لجان عديدة مثل: اللجنة الخاصّة لحقوق الطفل، لجنة الأمن الوطنيّ، اللجنة الماليّة ولجنة العمل والرفاه كما انها شاركت كعضو في اللجنة الدوليّة للمنتدى الاجتماعيّ المتوسطيّ. وقد قادت حملات ضدّ قتل النساء بذريعة "شرف العائلة".
في العام 1987 تزوجت من المهندس جريس سليمان، وانتقلت للسكن منذ ذلك الوقت في مدينة عكا، رزقا بابنتين هن ميار ومرام. وفي العام 2011 فقدت زوجها جريس بعد اصابته بمرض السرطان.
في العام 2007 تم ترشيحها ضمن مبادرة الف امرأة لجائزة نوبل للسلام، وهي أوّل امرأة عربية فلسطينيّة ترشّح لهذه الجائزة، في العام 2009 حازت على جائزة NIF لحقوق الإنسان.
تمكنت من تشريع ثلاثة قوانين قبل انتخابها عضواً في الكنيست، قانون يتعلق بمحاكم شؤون الأسرة، قانون رفع سن الزواج من 17 إلى 18 سنة، قانون يشجع تمثيل المرأة في المجالس المحليّة والبلديّات.
لها دور في التصويت على قرارات وقوانين تقرّها كنيست منذ أن شغلت مقعدا في الكنيست إلى الآن:

### القوانين التي صوّتت لصالحها
-قانون زيادة نقاط الائتمان للوالدين في ضريبة الدخل وزيادة بدل العمل.
- مشروع قانون إنشاء مستشفى في مدينة سخنين.
- قانون التأمين الوطني المقترح.

### القوانين التي صوّتت ضدّه
- قرار الحكومة وفق بند 31 من القانون الأساسيّ:  بنقل الصلاحيات الممنوحة لوزير الماليّة وفق عدّة قوانين الى وزير التعاون الإقليميّ.
- مشروع قانون مكافحة الأسلحة غير المشروعة.
- مشروع قانون تعويض ضحايا الإرهاب.

### القوانين التي عرضتها
قانون لإقامة سلطة  لمحاربة الفقر وقد وافق عليه 46 عضو وعارض 0 أعضاء، ينصّ القانون على إقامة سلطة لمحاربة الفقر. من واجبها التنسيق بين جميع الوزارات الحكوميّة، السلطات المحليّة والجهات المعنيّة والتعاطي مع قضية الفقر من وجهة نظر شاملة من أجل تقليص الفقر المدقع بين الناس وتخصيص الميزانيات لذلك  طالبت المحكمة العليا بإلغاء أنظمة الطوارئ التي صادقت عليها الحكومة مؤخرًا وتسمح لأرباب العمل بمنح النساء الحوامل إجازة غير مدفوعة الأجر خلال فترة الحمل  وعطلة الـ60 يومًا بعد الولادة بدون إذن خاصّ كما ينصّ القانون الذي عُمِل به حتى الآن، وكلّ ذلك تحت غطاء أزمة الكورونا.